# Chauna chavaria
Il kamichi settentrionale (Chauna chavaria (Linnaeus, 1766)), noto anche come kamichi guancebianche, è una specie di uccello della famiglia Anhimidae.

## Descrizione

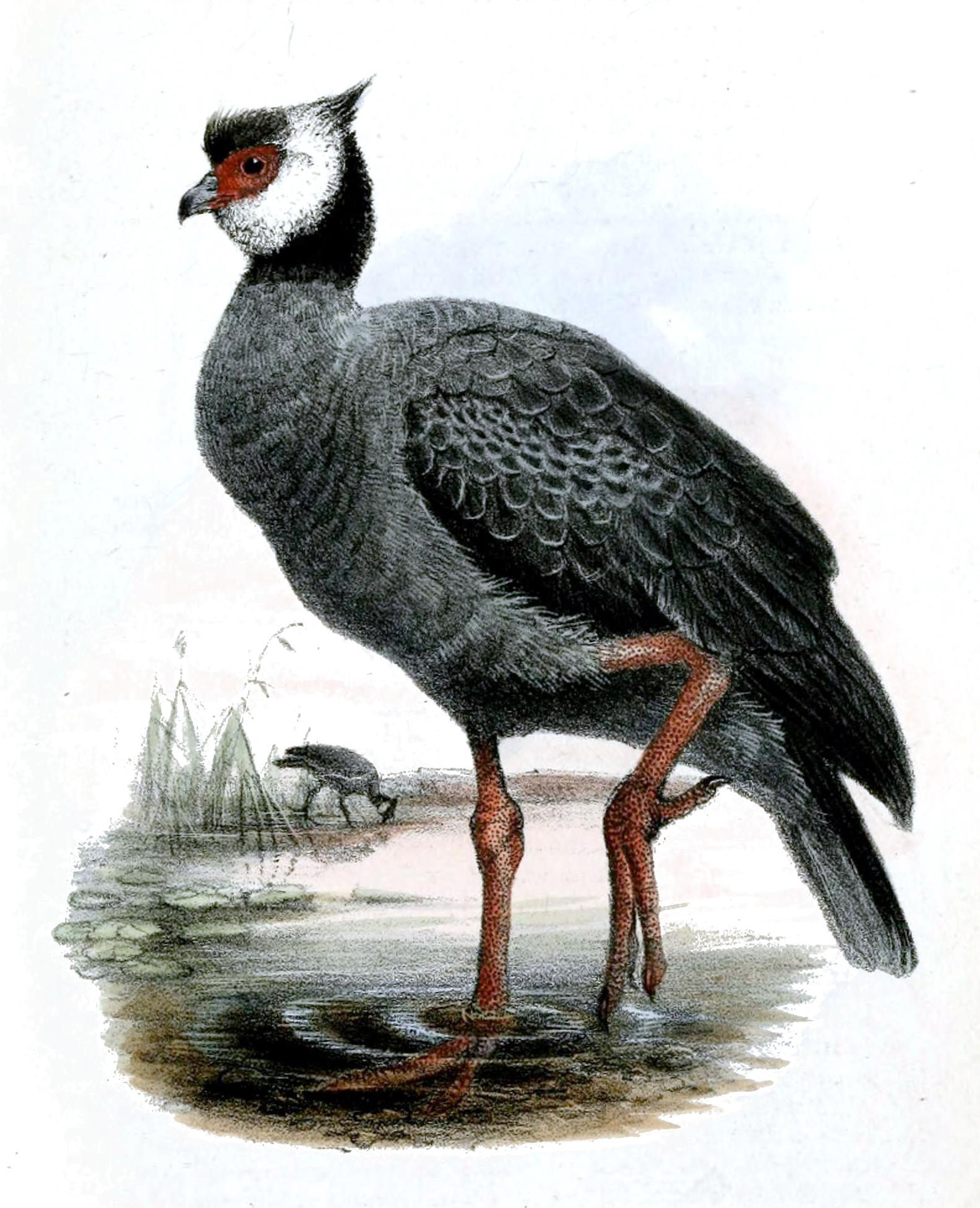
Chauna chavaria in un'illustrazione del 1864

In media, sono lunghi 76-91 centimetri. Hanno una distintiva cresta grigia sul capo, le guance e il sottogola bianco, il collo nero e l'intero resto del corpo di un piumaggio grigio opaco. I piedi sono molto lunghi e in genere di colore rosa.

## Biologia
È una specie esclusivamente vegetariana che si nutre delle parti verdi delle piante acquatiche.
Nel periodo di riproduzione costruisce un nido con la vegetazione palustre in cui depone 2-7 uova generalmente nei mesi di ottobre o novembre, ma la cura dei pulcini dura tutto l'anno.

## Distribuzione e habitat
Si tratta di una specie che vive nel nord della Colombia, nei dipartimenti di Chocó, Antioquia, Córdoba, Sucre, Bolívar, Magdalena, Santander, Cesar, con una piccola popolazione isolata nella Valle del Cauca; e nel nord-est del Venezuela negli stati di Zulia, Mérida e Trujillo.
La popolazione del Venezuela è stimata intorno hai 2000 esemplari, simile a quella della Colombia, ma nonostante ciò si pensa che la popolazione totale sia tra i 2.500 e i 10.000 esemplari.
Il kamichi settentrionale vive nelle pianure alluvionali, nelle lagune e nelle paludi spesso circondati dalle foreste.

## Conservazione
Questa specie è considerata dalla IUCN una specie prossima alla minaccia di estinzione a causa della lenta diminuzione della popolazione dovuto alla perdita dell'habitat, causata dalla bonifica delle zone umide per l'allevamento e l'agricoltura e forse dalla caccia e dalla raccolta delle uova. Altri problemi sono l'inquinamento domestico e industriale delle acque, l'urbanizzazione e il disboscamento delle foreste di mangrovie. 
Fortunatamente sono nate diverse zone che proteggono questa specie e il suo habitat.